# Dřínov (Zlín)
Dřínov é uma comuna checa localizada na região de Zlín, distrito de Kroměříž.